# Alexander Meyer-Cohn
Alexander Meyer-Cohn (* 1. Mai 1853 in Berlin; † 11. August 1904) war ein deutscher Bankier. Er war Mitinhaber des Berliner Bankhauses Meyer-Cohn und bedeutender Förderer des Museums für deutsche Volkstrachten und Erzeugnisse des Hausgewerbes.

## Leben
Meyer-Cohn war in seiner Jugend Turner und blieb bis zu seinem Tod ein eifriger Wanderer. Zudem war er ein passionierter Sammler von Autographen, nachdem das Interesse durch seinen Vater, der gelernter Schriftsetzer war und das Bankhaus begründete, durch das Geschenk eines Schillerbriefes noch während der Schulzeit geweckt worden war. Ab 1871 sammelte Meyer-Cohn Handschriften bedeutender Persönlichkeiten, insbesondere von Schriftstellern. Schwerpunkte seines Interesses waren die Französische Revolution, die Befreiungskriege und die Revolution von 1848. Im Jahr 1886 legte er einen Katalog seiner Sammlung vor. Dieser erste Katalog einer Privatsammlung von Autographen, der nicht anlässlich einer Versteigerung erschien, war für die Forschung von besonderem Interesse, da Meyer-Cohn Auszüge aus unbekannten Handschriften abdrucken ließ. Die Erwerbungen Meyer-Cohns waren vom guten Erhaltungszustand und wertvollem Inhalt der Schriftstücke geleitet. Ergänzend dazu sammelte er auch Porträts von Persönlichkeiten.
Die Gründung des Museums für deutsche Volkstrachten und Erzeugnisse des Hausgewerbes lenkte das Interesse Meyer-Cohns auf die Volkskunde. Er ermöglichte die erste Sammeltätigkeit des Museums, indem er Ulrich Jahn, Adalbert Bezzenberger, Adrian Jacobsen und Robert Forrer mit Krediten ausstattete, so dass sie die ihnen zugewiesenen Sammelreisen unternehmen konnten. So konnte das Museum bereits ein Jahr nach der Gründung des Komitees, das Erwerbungen zum Zweck einer Museumsgründung tätigen sollte, mit umfangreichen Beständen eröffnet werden. Zudem stiftete Meyer-Cohn das Modell eines Schwarzwälder Bauernhauses aus dem Kinzigtal, das vom Architekten Großmann entworfen und vom Landschaftsmaler Georg Maria Eckert in Karlsruhe angefertigt wurde. Es traf kurz nach der Eröffnung im Museum ein. Auch im Anschluss finanzierte Meyer-Cohn weitere Sammelreisen Jahns, ebenso dessen Ausstellung auf der German Exhibition in London. Weil Rudolf Virchow immer die Verstaatlichung des Museums zum Ziel hatte, behielt sich Meyer-Cohn die Eigentumsrechte an über 2000 Gegenständen – darunter zum Beispiel die Elsässer und Spreewälder Stuben und 80 Trachten – vor. Als der Museumsverein 1899 das Korporationsrecht erhielt, verzichtete er auf sein Eigentumsrecht und schenkte dem Museum weitere 527 Objekte, darunter 40 Trachten. Diese stammten zum Teil auch aus Serbien, Kroatien und Slawonien, somit aus slawischen und nicht bloß deutschsprachigen Gebieten. Die von Meyer-Cohn gestifteten Teile der Sammlung waren dabei bedeutend und in einem hervorragenden Zustand. Er durchwanderte viele der Regionen, aus denen er Gegenstände besaß. Ob er dabei selbst sammelte oder auf ortskundige Ankäufer zurückgriff, lässt sich nicht mehr feststellen. Im Museumsverein war er zweiter Schatzmeister und ermöglichte durch privates Engagement unter anderem den Ankauf der Hindeloopener Stube. 1899 wurde er dritter und 1900 zweiter Vorsitzender des Vereins.
Alexander Meyer-Cohn war ab Gründung des Vereins für Volkskunde im November 1890 dessen Schatzmeister. Dieselbe Rolle hatte er in der im Dezember 1891 gegründeten Literaturarchiv-Gesellschaft und im Verein für die Geschichte Berlins inne. Sowohl der Literaturarchiv-Gesellschaft als auch dem Goethe-Nationalmuseum in Weimar und dem Germanischen Nationalmuseum machte Meyer-Cohn wertvolle Geschenke. Er verfolgte den Auktionsmarkt aufmerksam und versuchte wertvolles Kulturgut vor der Abwanderung ins Ausland zu bewahren. Seine bedeutende Rolle für das Berliner Museum für deutsche Volkstrachten und Erzeugnisse des Hausgewerbes übernahm nach seinem frühen Tod 1904 James Simon.
Alexander Meyer-Cohn war seit 7. Mai 1882 mit Helene Meyer-Cohn (geb. Gubs, 1859–1928) verheiratet. Gemeinsam hatten sie zwei Töchter, Lucie Esther (1883–1935) und Nora Noëmi (1889–?).

## Publikationen
- Katalog einer Autographen-Sammlung zur Geschichte der deutschen Literatur seit Beginn des 18. Jahrhunderts, herausgegeben von Alexander Meyer-Cohn, Berlin 1886.
- Eine Sammlung ersten Ranges, Mittheilungen für Autographensammler, Jahrgang 3 (1886), S. 77–86.
- Jamund bei Cöslin. Mit Berücks. der Sammlungen d. Museums f. deutsche Volkstrachten u. Erzeugn. d. Hausgewerbes zu Berlin, gemeinsam mit Ulrich Jahn, in: Zeitschrift des Vereins für Volkskunde, Jahrgang 1 (1891), S. 77–100.
- Ein Künstlerarchiv, in: Mittheilungen für Autographensammler, Jahrgang 9 (1892), S. 3f.
- Noch einmal die Auction Paar, in: Mittheilungen für Autographensammler, Jahrgang 10 (1893), S. 44f.
- Briefe Kaiser Wilhelm des Großen aus den Jahren 1811-1815 an seinen Bruder, den Prinzen Carl von Preußen, Berlin 1897.
- Drei ungedruckte Briefe Goethes an den Grafen Karl Friedrich v. Reinhard, Berlin 1900.
- Ein Brief Rückerts. Mitgetheilt von Alexander Meyer-Cohn aus seiner Autographensammlung, in: Litterarische Mittheilungen. Festschrift zum zehnjähr. Bestehen d. Litteraturarchiv-gesellschaft in Berlin, Berlin 1901, S. 94–104.